# Literariedade
A literariedade é o conjunto de características que fazem de um texto uma obra literária.